# Ferreñafe
Ferreñafe é uma cidade do Peru, situada na região de  Lambayeque. Capital da  província homônima, sua população em 2017 foi estimada em 33.526 habitantes.